# 최선정 (정치인)

최선정(崔善政, 1944년 8월 13일 ~ 2010년 10월 18일)은 대한민국의 공무원이다. 고려대학교 경제학과를 졸업했으며 보건 관련 분야를 두루 거친 정통 관료로서 노동부 장관과 보건복지부 장관을 역임하고, 2006년부터 2010년 10월까지 인구보건복지협회 회장을 지냈다. 2010년 10월 18일, 향년 67세로 사망하였다.

## 학력
- 고려대학교 경제학과 학사

## 경력
- 2006년 ~ 2010년 10월 18일 : 인구보건복지협회 회장
- 2005년 7월 ~ 2006년 : CJ 나눔재단 이사장
- 2004년 12월: 대한가족보건복지협회 회장
- 2000년 8월 7일 ~ 2001년 3월 22일 : 보건복지부 장관
- 2000년 2월 ~ 2000년 8월 6일 : 노동부 장관
- 1998년 3월 ~ 1999년 5월 : 보건복지부 차관